# Cahangir Cahangirov

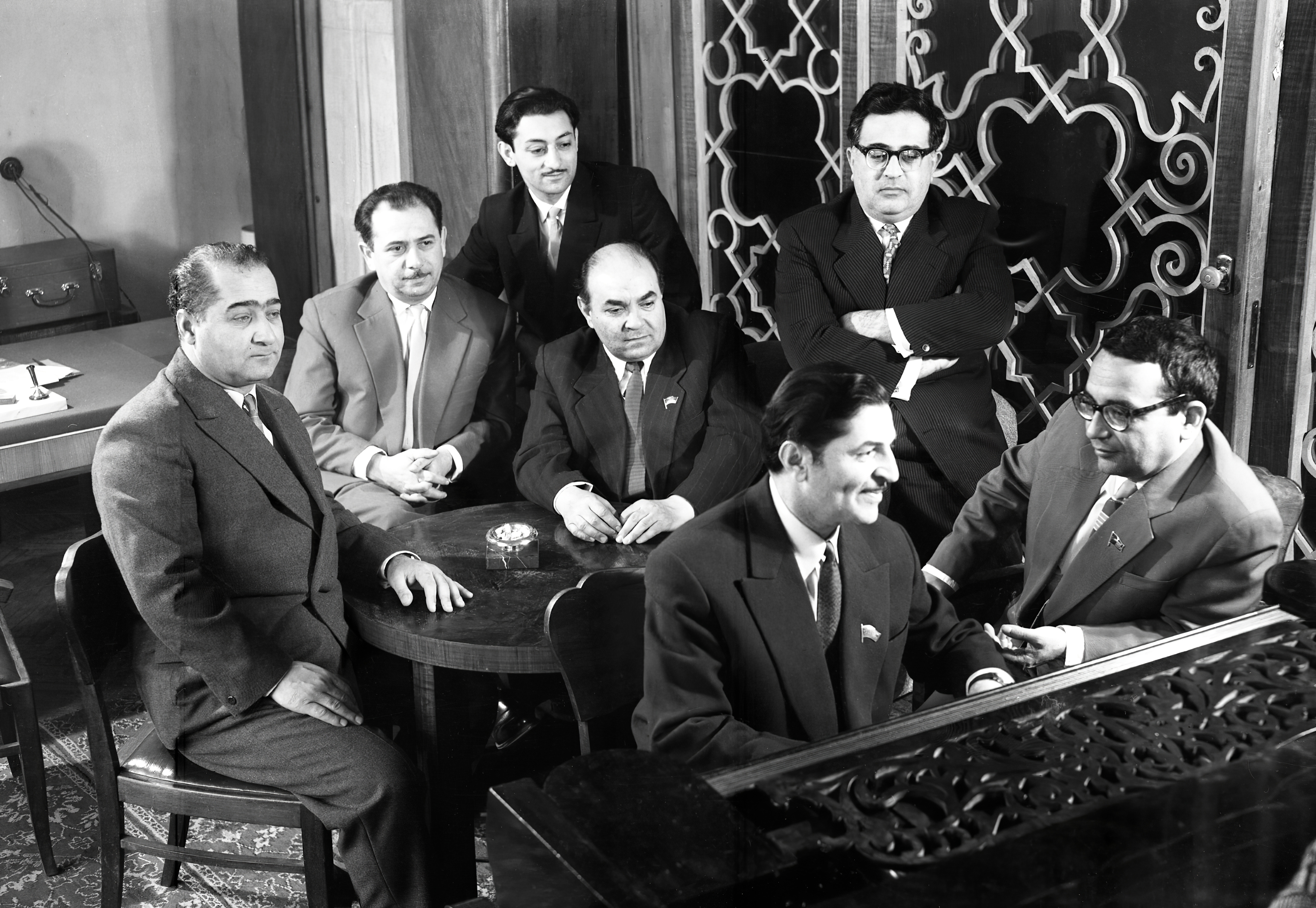
Aserbaidschanische Komponisten in den 1960ern: Von links nach rechts: Cahangir Cahangirov, Tofiq Quliyev, Azər Rzayev, Səid Rüstəmov, Soltan Hacıbəyov, Knyaz Hacıbəyov und Qara Qarayev

Cahangir Şirgəşt oğlu Cahangirov (russisch Джахангир Ширгяшт оглы Джаханги́ров, auch Jahangir Jahangirov; * 20. Juni 1921 in Balaxanı, Baku; † 25. März 1992 in Baku, Aserbaidschan) war ein aserbaidschanischer Komponist, Chorleiter und Musikpädagoge.

## Leben
Cahangir Cahangirov erhielt seine erste musikalische Ausbildung am Musiktechnikum Baku. Später absolvierte er das Theatertechnikum Baku. 1941 trat er in die Abteilung für Volksmusik des Azərbaycan Dövlət Konservatoriyası [Aserbaidschanisches Staatskonservatorium], der heutigen Hacıbəyov Musikakademie Baku, ein und erlernte deren Grundlagen bei Üzeyir Hacıbəyov. Schon 1944 leitete er den Chor des Aserbaidschanischen Staatsensembles für Musik und Tanz. Sein Studium setzte er an der Fakultät für Komposition bei Boris Issaakowitsch Seidman (1908–1981) fort und schloss es 1951 ab. 1949 erreichte das vokal-sinfonische Gedicht Arazın o tayında erste Aufmerksamkeit in der Musikszene. Er erhielt dafür 1950 den Staatspreis der UdSSR. Das Werk wurde 1950 in der Moskauer Säulenhalle des Hauses der Gewerkschaften und in Leningrad aufgeführt. Ab 1949 leitete er auch fünfzehn Jahre lang den Staatlichen Aserbaidschanischen Fernseh- und Rundfunkchor. Ab 1954 leitete er den Fachbereich für Chorleitung am Aserbaidschanischen Staatskonservatorium. 1962 schrieb er zum einhundertsten Geburtstag des aserbaidschanischen Dichters und Philosophen Mirzə Ələkbər Sabir (1862–1911) das Oratorium Sabir für Chor und Sinfonieorchester. Er war Mitglied des Aserbaidschanischen Komponistenverbandes, Vorstandsmitglied und Leiter der Abteilung für Chormusik. Er war künstlerischer Leiter des Ensembles für Gesang und Tanz der Aserbaidschanischen Staatsphilharmonie, des Staatlichen Aserbaidschanischen Fernseh- und Rundfunkchors und der Aserbaidschanischen Staatsphilharmonie. 1959 erhielt er den Ehrentitel Verdienter Künstler der Aserbaidschanischen SSR. Der Ehrentitel Volkskünstler der Aserbaidschanischen SSR folgte 1963. Nach seinem Tod 1992 erhielt er ein Ehrengrab auf dem Fəxri Xiyabanda in Baku.

## Werke (Auswahl)
Cahangirov schrieb die Opern Azad [Frei] und Xanəndənin taleyi [Das Schicksal des Sängers], die Operette Təzə gəlin [Die neue Braut], die Kantaten Füzuli, Nəsimi und Aşıq Alı so wie das Oratorium Sabir. Im instrumentalen Bereich schrieb er Violinkonzert, ein Konzert für das Saiteninstrument Tar und Orchester und diverse Suiten. Dazu kamen Lieder, Romanzen und Filmmusik. Auch Chormusik spielte eine große Rolle in seinem Schaffen. So schuf er Chorliteratur für das Aserbaidschanische Staatsensemble für Gesang und Tanz.
Die Oper Xanəndənin taleyi thematisiert das Leben des aserbaidschanischen Sängers und Ölmillionärs Seyid Mirbabayev (1867–1953). Die Oper Azad  beruht auf der gleichnamigen literarischen Vorlage des aserbaidschanischen Dichters und Dramaturgen Mirzə İbrahimov (1911–1993) aus dem Jahr 1949. Das Textbuch stammt vom Librettisten und Regisseur Kərim Kərimov, der auch 1957 Regisseur der Uraufführung der Oper war.